# Nicasio Montes Sierra
Nicasio de Montes y Sierra (Alhama de Granada, 1844-Madrid, 1914) fue un militar y político español, diputado, senador y gobernador civil de varias provincias.

## Biografía
Nació el 29 de enero de 1844 en Alhama de Granada. Como militar participó en conflictos como la guerra de los Diez Años y en las guerras carlistas. Estuvo en Cuba y en las Filipinas, hasta su regreso a la península ibérica en 1883. Fue ascendido a general de división el 7 de junio de 1906.
A lo largo de su vida ocupó cargos como los de subsecretario del Ministerio de la Guerra, senador por la provincia de Granada, diputado a Cortes por Alhama, gobernador civil de Badajoz, Zaragoza, Sevilla y Valencia, secretario de la Dirección General de la Guardia Civil y del Consejo Supremo de Guerra y Marina. Falleció el 17 de diciembre de 1914 en Madrid. Fue padre del también político Joaquín de Montes y Jovellar.